# 維魯阿國家公園
1°17′35″N 61°07′52″W / 1.293°N 61.131°W
維魯阿國家公園（葡萄牙語：Parque Nacional do Viruá），是巴西的國家公園，位於該國北部羅賴馬州，處於卡拉卡拉伊地區，成立於1998年4月29日，佔地24.2萬公頃，該地區受季節性河水泛濫影響。